# Guide (Chiny)
Guide (chiń. 贵德县; pinyin: Guìdé Xiàn; tyb. ཀུའེ་ཏེ་རྫོང་, Wylie ku'e te rdzong) – powiat w środkowych Chinach, w prowincji Qinghai, w prefekturze autonomicznej Hainan. W 1999 roku liczył 91 201 mieszkańców.